# Luis Lorente
Luis Lorente Banegas (Archena, Murcia, 29 de junio de 1943-Francàs, El Vendrell, Tarragona, 25 de julio de 2025) fue un periodista deportivo, locutor y maestro español. Fue pionero en las tertulias radiofónicas deportivas en España.

## Biografía
Luis nació en la localidad murciana de Archena (1943). Su madre era maestra. A los trece años se trasladó junto con su familia a Barcelona, donde vivió toda su vida. En la Universidad de Barcelona se licenció en tres carreras: Periodismo, Filosofía y Letras, y Magisterio. Aunque inició su andadura profesional en el campo educativo en el colegio La Salle, en el barcelonés distrito de Gracia —donde trabajó varios años—, pronto compatibilizó su labor docente con su vocación periodística. Fue corresponsal del diario La Verdad (Murcia). En 1982, en Radio Sabadell fundó el programa Sin Concesiones, que fue pionero de las tertulias sobre el Fútbol Club Barcelona y el Real Club Deportivo Espanyol.
Posteriormente trabajó en un buen número de cadenas de radio. Concretamente: Radio Miramar, Catalunya 80 (Cadena 80), Ràdio Nova (Cadena Ràdio Comarques), Top Ràdio, Cadena COPE, Ràdio Salut, Ràdio Espanya, Ràdio Estel y Radio Kanal Barcelona.
Luis tuvo tres hijos: Marcos, Marçal y Óscar. Marcos, periodista en la Cadena COPE, falleció en 2018, a los 52 años en el Hospital Clínic de Barcelona; Marçal, periodista especializado en el FC Barcelona, es colaborador de Culemanía.
Luis falleció por una insuficiencia cardíaca el 25 de julio de 2025 en su residencia de Francàs, en el municipio de El Vendrell, comarca del Bajo Panadès. Horas después falleció su mujer María del Carmen Rigol. Lorente padecia un problema cardiaco y atendía a su mujer que requería de su ayuda para su medicación. 